# Беллярминов, Леонид Георгиевич
Леони́д Гео́ргиевич Беллярми́нов (5 [17] февраля 1859, село Пяша, Саратовская губерния — 18 марта 1930, Ленинград) — российский и советский врач-офтальмолог, медик.

## Биография
Родился в селе Пяша (ныне — Бековского района Пензенской области) в семье сельского священника. Окончил Саратовскую гимназию (1878) и Военно-медицинскую академию (1883), где был оставлен для подготовки к профессорскому званию; занимался глазными болезнями под руководством профессора В. И. Добровольского. В 1886 году получил степень доктора медицины за диссертацию: «Опыт применения графического метода к исследованию движений зрачка и внутриглазного давления» (СПб., 1886). В 1887 году был командирован для усовершенствования на два года за границу, где работал под руководством Гельмгольца, Вальдейера, Г. Вирхова, Швейгера и др. С 1889 года — приват-доцент Военно-медицинской академии. В 1893—1923 годах возглавлял кафедру офтальмологии академии, а также две (академическую и госпитальную) её клиники; одновременно — консультант по глазным болезням при главном военно-медицинском управлении, а также член совета попечительства Императрицы Марии Александровны о слепых, где организовал «Особый отдел попечительства по предупреждению слепоты». Затем состоял совещательным членом военно-медицинского учёного комитета. В 1912 году сменил на должности почётного лейб-окулиста Н. И. Тихомирова.
В 1898—1930 гг. — председатель Санкт-Петербургского (с 1924 — Ленинградского) офтальмологического общества; редактор журнала «Вестник офтальмологии» (1904—1917), член редколлегии «Русского офтальмологического отряда» (с 1927).
Скончался от сердечного приступа.
Похоронен на Никольском кладбище Александро-Невской лавры.

### Семья
Жена — Луиза Ивановна Беллярминова (ур. Cornil; 02.08.1865 — 25.05.1934), похоронена рядом с мужем.

## Научная деятельность
Предложил новые методы офтальмоскопирования и операции при ряде глазных болезней; свою модификацию манометра для измерения внутриглазного давления. По его инициативе были организованы «летучие глазные отряды» для борьбы с трахомой у населения в районах, где она была распространена.
В 1889 году первым применил кокаин при глазных операциях. Переоборудовал клинику с учётом требований асептики и антисептики, внедрил выполнение операций на особых, легко передвигаемых кроватях, на которых больные доставлялись в операционную, а по окончании операции — в палату, без перекладывания на носилки.
Совместно с А. И. Мерц подготовил трёхтомное руководство «Глазные болезни». За период его руководства сотрудниками кафедры было опубликовано свыше 250 научных работ по всем разделам офтальмологии, в том числе более 100 диссертаций.

### Избранные труды
- Zur Frage über die Wirkung d. Cocains auf das Auge // Klinische Monatsblätter f. Augenheilkunde. — 1885.
- Anwendung d. Graphischen Methode bei Untersuchungen der Pupillenbewegungen — Photocoreograph // Pflüger’s Archiv f. Physiologie. — 1885.
- О патогенезе симпатического воспаления глаза // Русская Медицина. — 1886.
- Verbesserter Apparat zur Graphischen Untersuchung des intraocularen Druckes und der Pupillenbewegungen // Bericht d. Ophthalmologischen Gesellschaft zu Heidelberg. — 1887.
- Пигментный ретинит, осложненный глаукомой // Вестник офтальмологии. — 1893; // Arch. für Augenheilkunde. — 1893.
- Ueber die Tattowierung der Hornhaut und der Conjunctiva: Доклад // XII междунар. съезд. — М., 1896.

## Награды
Награждён всеми орденами от Станислава до Владимира, включая 3-й степени (генеральского).